# Глубчице
Глубчѝце (на полски: Głubczyce; силезки: Gubczýcé; на немски: Leobschütz; на чешки: Hlubčice) е град в Южна Полша, Ополско войводство. Административен център е на Глубчишки окръг, както и на градско-селската Глубчишка община. Заема площ от 12,54 км2.

## Население
Според данни от полската Централна статистическа служба, към 1 януари 2014 г. населението на града възлиза на 12 990 души. Гъстотата е 1 036 души/км2.